# Walter Baumgartner
Pour les articles homonymes, voir Baumgartner.
Walter Ernst Baumgartner (né le 16 novembre 1904 à Sevelen, mort le 3 octobre 1997 à Zollikerberg) est un compositeur et musicien de jazz suisse.

## Biographie
Baumgartner étudie la littérature à Paris puis la composition musicale à la Haute École d'art de Zurich auprès de Volkmar Andreae. Athlète, il représente la Suisse aux championnats universitaires d'Europe à Rome. En 1934, il fonde l'orchestre swing The Magnolians avec le saxophoniste Eddie Brunner. Ses modèles sont Glenn Miller et Benny Goodman. En 1935, l'école zurichoise crée une classe de jazz que Baumgartner dirige jusqu'en 1947.
Pendant la Seconde Guerre mondiale, il est professeur à Zurich, Meilen et Grüningen. Il arrange des chansons schlager pour Vico Torriani, Lys Assia ou Geschwister Schmid.
À partir de 1944, il écrit des musiques de film. Le premier est le documentaire de défense spirituelle Heilende Schweiz. Il compose ensuite la musique d'une cinquantaine de documentaires et de publicités et engage des musiciens de jazz.
Il se fait connaître comme compositeur de musique de film avec Palace Hotel en 1952. Baumgartner travaille pour diverses sociétés cinématographiques, mais collabore particulièrement avec le producteur Erwin C. Dietrich. Entre 1952 et 1990, on recense 83 compositions pour des longs métrages.
Il écrit aussi de la musique swing pour des numéros de cabaret, notamment pour Margrit Rainer, Ruedi Walter, Helen Vita ou Harro Lang qu'il accompagne au piano, mais aussi Erich Kästner ou Werner Wollenberger. La Bibliothèque centrale de Zurich possède plus de 700 partitions.
Baumgartner est membre du conseil d'administration de la SUISA.
En 1956, il épouse l'actrice Helen Vita ; ils auront deux fils. Le directeur de la photographie Peter Baumgartner est son neveu. Ils seront souvent ensemble dans les génériques de films d'Erwin C. Dietrich.

## Filmographie

### Acteur

#### Cinéma
- 1959 : Hinter den sieben Gleisen : Klavierspieler (non crédité)
- 1969 : Weiße Haut auf schwarzem Markt : Bordellbesitzer (non crédité)
- 1976 : Jack l'éventreur : Piano Player (non crédité)
- 1977 : Deux sœurs vicieuses : Prof. Sebesky (non crédité)
- 1980 : Filles sans voile : der Kapellmeister (non crédité)

### Compositeur

#### Cinéma
- 1952 : Palace Hotel
- 1953 : Die Venus vom Tivoli
- 1956 : Oberstadtgass
- 1956 : Polizischt Wäckerli
- 1957 : Le fils du boulanger
- 1959 : Café Odeon
- 1959 : Hinter den sieben Gleisen
- 1960 : Drei schräge Vögel
- 1962 : Es Dach überem Chopf
- 1963 : Der Sittlichkeitsverbrecher
- 1963 : Im Parterre links
- 1963 : Le manoir de l'étrangleur
- 1966 : Der Würger vom Tower
- 1968 : ...und noch nicht sechzehn
- 1968 : Hinterhöfe der Liebe
- 1968 : Les nièces
- 1968 : Nude Django
- 1968 : Unruhige Töchter
- 1969 : Champagner für Zimmer 17
- 1969 : Die Neffen des Herrn General
- 1969 : Die Nichten der Frau Oberst. 2. Teil - Mein Bett ist meine Burg
- 1969 : Les aventures amoureuses de Robin des Bois
- 1969 : Pfarrer Iseli
- 1969 : Weiße Haut auf schwarzem Markt
- 1970 : Je suis une groupie
- 1970 : La salamandra del deserto
- 1970 : Nackter Norden
- 1970 : Porno Baby
- 1970 : Schwarzer Nerz auf zarter Haut
- 1971 : Les exploits amoureux des trois mousquetaires
- 1971 : Les gourmandines
- 1971 : Les Hôtesses du sexe
- 1972 : Blutjunge Verführerinnen 3. Teil
- 1972 : Elles le faisaient la bouche en cœur
- 1972 : La grande vadrouille du sexe
- 1972 : Les collégiennes perverties
- 1973 : Gretchen sans uniforme
- 1973 : Les hôtesses du lit
- 1973 : Mädchen, die nach Liebe schreien
- 1974 : Die Sex-Spelunke von Bangkok
- 1974 : Le sexe au ventre
- 1974 : Sex Service
- 1974 : Strip for Action
- 1974 : Was geschah wirklich mit Miss Jonas?
- 1975 : Cochonneries campagnardes
- 1975 : Heißer Mund auf feuchten Lippen
- 1975 : Les putains de la ville basse
- 1975 : Mädchen ohne Männer
- 1975 : Rolls-Royce Baby
- 1976 : Adam & Eva - Mädchen, die es gerne machen
- 1976 : Femmes en cage
- 1976 : Girls in the Night Traffic
- 1976 : In 80 Betten um die Welt
- 1976 : Jack l'éventreur
- 1976 : Le portrait de Doriana Gray
- 1976 : Mädchen, die am Wege liegen
- 1976 : Mädchen, die sich selbst bedienen
- 1976 : Sexe chaud à Bangkok
- 1976 : Weiße Haut und schwarze Schenkel
- 1977 : Camp d'amour pour mercenaires
- 1977 : Deux sœurs vicieuses
- 1977 : Greta, la tortionnaire de Wrede
- 1977 : Helga, fille esclave
- 1977 : Le Cabaret des filles perverses
- 1977 : Le cri d'amour de la déesse blonde
- 1977 : Les flagellées de la cellule 69
- 1977 : Lettres d'amour d'une nonne portugaise
- 1978 : Cellule 9
- 1978 : Femmes sans pudeur
- 1978 : Volupté sensuelle
- 1979 : Six suédoises au collège
- 1980 : Filles sans voile
- 1980 : Le corps et le fouet
- 1980 : Les bourgeoises de l'amour
- 1981 : Vacances sexuelles
- 1982 : Ein lasterhafter Sommer
- 1982 : L'amour au soleil
- 1982 : Les Filles amoureuses du pharmacien
- 1983 : Sechs Schwedinnen auf der Alm
- 1988 : Ein Schweizer namens Nötzli
- 1988 : Le Triangle de la peur
- 1990 : Der doppelte Nötzli

#### Courts-métrages
- 1958 : Reise nach dem Süden

#### Télévision
Téléfilms
- 1955 : Bier unter Palmen
- 1955 : Squirrel
- 1960 : Es geschah in Paris
- 1961 : Der Spieler

### Parolier

#### Cinéma
- 1968 : Les nièces